# Joanna Maria van Doorselaer de ten Ryen

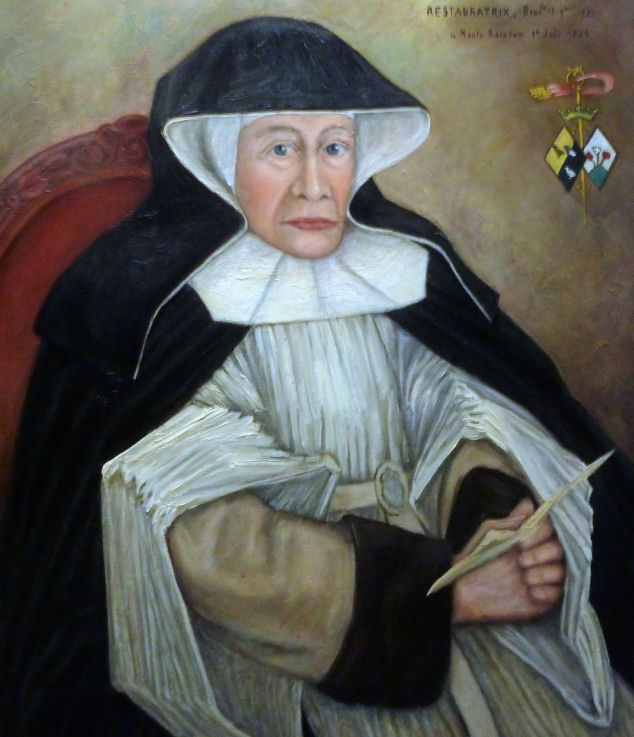
Abdis Joanna Maria van Doorselaer

Joanna Maria van Doorselaer de ten Ryen (Brussel, 1782 - Waasmunster, 1863) was een reguliere kanunnikes en abdis van Roosenberg in het Belgische bisdom Gent.
Zij was de dochter van Joannes Franciscus van Doorselaer, erfachtig schout van Waasmunster en Elversele, en de zus van Edouard van Doorslaer. In 1832 deed zij haar professie in Waasmunster, waarbij ze de kloosternaam "Dame Augustine" aannam. Daarna werd zij verkozen tot priorin en in 1848 tot abdis. Het is dankzij de bemiddeling van abdis Johanna dat de abdij van Roosenberg haar monastieke leven kon verderzetten. Deze dame kocht met haar erfdeel enkele woningen, liet die afbreken en richtte er de tweede abdij van Roosenberg op. Haar portret met wapenschild is bewaard in de verzameling van de abdij.